# Olive Deering
Pour les articles homonymes, voir Deering.
Olive Deering est une actrice américaine, née Olive Corn le 11 octobre 1918 à New York (État de New York), ville où elle est morte le 22 mars 1986.

## Biographie
Sous le pseudonyme d'Olive Deering, elle débute au théâtre et joue entre autres à Broadway (New York) dès 1936, exclusivement dans des pièces. La quatrième en 1937 est Richard II de William Shakespeare, avec Maurice Evans dans le rôle-titre, elle-même interprétant la jeune reine Isabelle.
Durant les années 1940, où elle se produit le plus à Broadway, une de ses pièces notables est Winged Victory (en) de Moss Hart, représentée de novembre 1943 à mai 1944, avec notamment Alan Baxter, Edmond O'Brien et Martin Ritt (dans l'adaptation au cinéma de 1944, réalisée par George Cukor sous le même titre, son rôle de Ruth Miller est repris par Judy Holliday).
Après 1946, elle ne revient sur les planches new-yorkaises que pour trois pièces, les deux premières dans les années 1960, dont L'Avocat du diable en 1961, adaptation par Dore Schary du roman éponyme de Morris West, avec Leo Genn, Sam Levene et Eduardo Ciannelli. La dernière est Vieux Carré de Tennessee Williams, créée en 1977, avec Tom Aldredge et Sylvia Sidney.
Au cinéma, Olive Deering contribue à seulement sept films américains. Le premier — dans un petit rôle non crédité — est Le Mur invisible d'Elia Kazan (avec Gregory Peck et Dorothy McGuire), sorti en 1947. Le troisième est Samson et Dalila de Cecil B. DeMille (1949, avec Victor Mature et Hedy Lamarr dans les rôles-titre). Elle retrouve DeMille dans Les Dix Commandements (version de 1956), où elle est Myriam, la sœur de Moïse, personnifié par Charlton Heston.
Un autre de ses films notables est Femmes en cage de John Cromwell (1950, avec Eleanor Parker et Agnes Moorehead). Son septième film sort en 1973.
À la télévision, elle apparaît dans trente-trois séries à partir de 1949, dont Tales of Tomorrow (quatre épisodes, 1951-1953), Alfred Hitchcock présente (un épisode, 1959) et Au-delà du réel (un épisode, 1963). Elle tient son ultime rôle au petit écran dans un épisode de Suspicion, diffusé en 1965.
Olive Deering est la sœur de l'acteur Alfred Ryder (né Alfred Jacob Corn, 1916-1995) qui joue dans trois de ses pièces à Broadway, dont Winged Victory pré-citée (à noter que le premier film de celui-ci est l'adaptation également évoquée de cette pièce).
Elle meurt d'un cancer en 1986, dans sa ville natale.

## Théâtre à Broadway (intégrale)
(pièces)
- 1936 : Searching for the Sun de Dan Totheroh : Dot
- 1936 : Daughters of Atreus de Robert Turney : Iphigénie
- 1937 : La Route de l'espérance (The Eternal Road / Der Weg der Verheißung), pièce (avec chants) de Franz Werfel, musique de Kurt Weill, adaptation de William A. Drake, décors et costumes de Norman Bel Geddes, mise en scène de Max Reinhardt : Jeune étrangère
- 1937 : Richard II (King Richard II) de William Shakespeare : Reine Isabelle
- 1940 : Medicine Show d'Oscar Saul et H. R. Hays, musique de scène d'Hanns Eisler, mise en scène de Jules Dassin : Rose
- 1941 : They Walk Alone de Max Catto, musique de scène de Benjamin Britten, mise en scène de Berthold Viertel : Julie Tallent
- 1942 : Nathan le Sage (Nathan the Wise / Nathan der Weise) de Gotthold Ephraim Lessing, adaptation de Ferdinand Bruckner : Rahel
- 1942-1943 : Counsellor-at-Law d'Elmer Rice : Regina Gordon
- 1943-1944 : Winged Victory de (et mise en scène par) Moss Hart, costumes d'Howard Shoup : Ruth Miller (adaptation au cinéma en 1944)
- 1944 : Yellow Jack de Sidney Howard et Paul De Kruif, mise en scène de Martin Ritt : Mlle Blake
- 1945 : Skydrift d'Harry Kleiner : Francey
- 1946 : The Front Page de Ben Hecht et Charles MacArthur : Mollie Malloy (première adaptation au cinéma en 1931)
- 1961 : L'Avocat du diable (The Devil's Advocate), d'après le roman éponyme de Morris West, adaptation, production et mise en scène de Dore Schary, costumes de Theoni V. Aldredge : Comtesse
- 1963-1964 : Marathon '33 (en) de (et mise en scène par) June Havoc : Eve Adamanski
- 1977 : Vieux Carré (titre original) de Tennessee Williams, mise en scène d'Arthur Allan Seidelman : Mme Wayne

## Filmographie

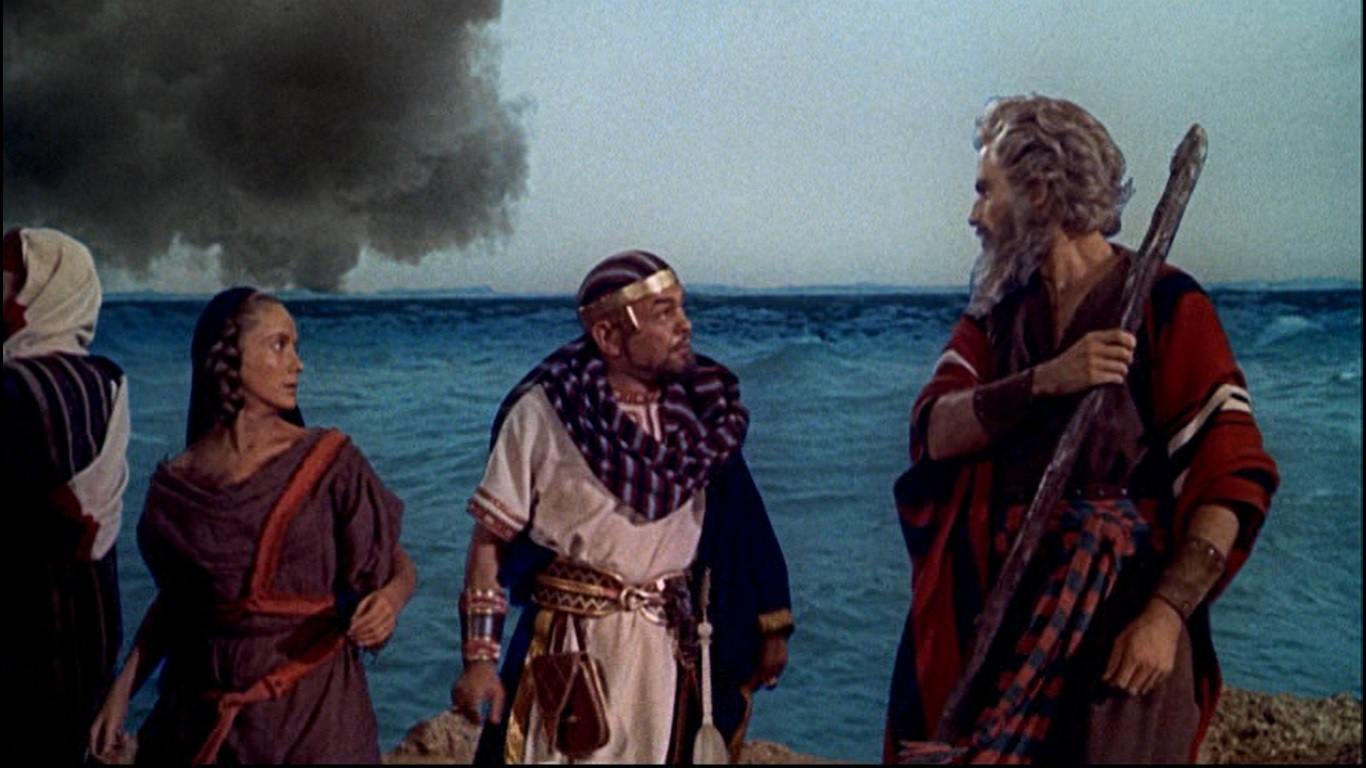
Avec Edward G. Robinson et Charlton Heston, dans Les Dix Commandements (1956)

### Au cinéma (intégrale)
- 1947 : Le Mur invisible (Gentleman's Agreement) d'Elia Kazan : première femme (non créditée)
- 1949 : Air Hostess de Lew Landers : Helen Field
- 1949 : Samson et Dalila (Samson and Delilah) de Cecil B. DeMille : Miriam
- 1950 : Femmes en cage (Caged) de John Cromwell : June Roberts
- 1956 : Les Dix Commandements (The Ten Commandments) de Cecil B. DeMille : Myriam
- 1964 : Shock Treatment de Denis Sanders : Mme Mellon
- 1973 : Howzer de Ken Luber : Mary Carver

### À la télévision (sélection)
(séries)
- 1951-1953 : Tales of Tomorrow
  - Saison 1, épisode 11 The Search of the Flying Saucer (1951) de Charles S. Dubin et épisode 42 Sudden Darkness (1952)
  - Saison 2, épisode 11 The Camera (1952) et épisode 39 Lazarus Walks (1953)
- 1958 : Perry Mason, première série
  - Saison 1, épisode 25 The Case of the Empty Tin d'Andrew V. McLaglen : Rebecca Gentrie
- 1959 : Alfred Hitchcock présente (Alfred Hitchcock Presents)
  - Saison 4, épisode 25 La Gentille Serveuse (The Kind Waitress) de Paul Henreid : Thelma Tomkins
- 1959 : Johnny Staccato
  - Saison unique, épisode 27 Un saxo sous influence (The Wild Reed) de Boris Sagal : Sally
- 1962 : Les Accusés (The Defenders)
  - Saison 1, épisode 18 The Search de John Brahm : Mme Ernest Pomeroy
- 1963 : Au-delà du réel (The Outer Limits)
  - Saison 1, épisode 14 Les Forçats de Zanti (The Zanti Misfits) : Lisa Lawrence
- 1965 : Suspicion (The Alfred Hitchcock Hour)
  - Saison 3, épisode 16 One of the Family de Joseph Pevney : Christine Callendar